# (7575) Kimuraseiji
(7575) Kimuraseiji est un astéroïde de la ceinture principale.

## Description
(7575) Kimuraseiji est un astéroïde de la ceinture principale. Il fut découvert le 22 décembre 1989 à Yatsugatake par Yoshio Kushida et Osamu Muramatsu. Il présente une orbite caractérisée par un demi-grand axe de 2,27 UA, une excentricité de 0,16 et une inclinaison de 2,6° par rapport à l'écliptique.

## Compléments